# Sempronius H. Boyd

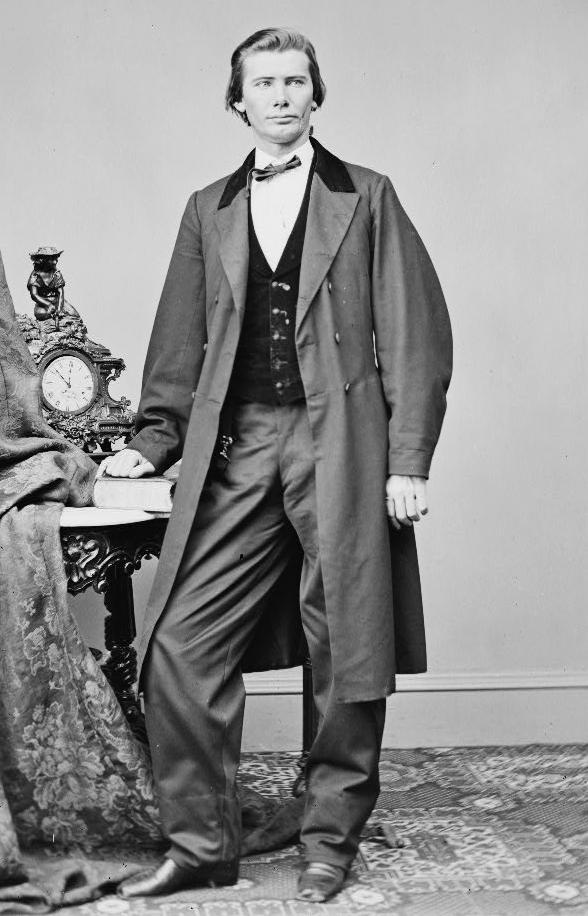
Sempronius H. Boyd

Sempronius Hamilton Boyd (* 28. Mai 1828 bei Nashville, Tennessee; † 22. Juni 1894 in Springfield, Missouri) war ein US-amerikanischer Politiker. Zwischen 1863 und 1871 vertrat er zweimal den Bundesstaat Missouri im US-Repräsentantenhaus.

## Leben
Im Jahr 1840 kam Sempronius Boyd mit seinen Eltern nach Missouri, wo sich die Familie auf einer Farm nahe Springfield niederließ. Dort genoss er eine private Schulausbildung. 1849 schloss er sich dem Goldrausch an und zog nach Kalifornien, wo er als Goldsucher und Lehrer arbeitete. 1854 kehrte er nach Missouri zurück. Zwischen 1854 und 1856 war er Gerichtsdiener am Bezirksgericht im Greene County. Nach einem Jurastudium und seiner 1856 erfolgten Zulassung als Rechtsanwalt begann er in Springfield in diesem Beruf zu arbeiten. Im gleichen Jahr wurde er zum Bürgermeister von Springfield gewählt. Zu Beginn des Bürgerkrieges stellte Boyd eine Infanterieeinheit auf und wurde Oberst im Heer der Union. Bis zu seiner Wahl in den Kongress blieb Boyd beim Militär.
Bei den Kongresswahlen des Jahres 1862 wurde Boyd als Unionist im vierten Wahlbezirk von Missouri in das US-Repräsentantenhaus in Washington, D.C. gewählt, wo er am 4. März 1863 die Nachfolge von Elijah Hise Norton antrat. Bis zum 3. März 1865 konnte er zunächst eine Legislaturperiode im Kongress absolvieren, während der er Vorsitzender des Committee on Revisal and Unfinished Business war. Diese Zeit war von den Ereignissen des Bürgerkrieges geprägt. Damals schloss sich Boyd der Republikanischen Partei an, deren Bundesvorstand er zwischen 1864 und 1868 angehörte. Im Jahr 1864 war er Delegierter zur Republican National Convention, auf der Präsident Abraham Lincoln zur Wiederwahl nominiert wurde.
Im Jahr 1865 wurde Sempronius Boyd Richter im 14. Gerichtsbezirk von Missouri. Zwischen 1867 und 1874 war er auch am Aufbau und der Führung der Eisenbahngesellschaft Southwest Pacific Railroad beteiligt. Bei den Wahlen des Jahres 1868 wurde er als Republikaner erneut im vierten Distrikt seines Staates in den Kongress gewählt, wo er am 4. März 1869 Joseph J. Gravely ablöste und bis zum 3. März 1871 eine weitere Amtszeit verbrachte. In dieser Zeit wurde der 15. Verfassungszusatz ratifiziert. Boyd war damals Vorsitzender des Ausschusses, der sich mit Ansprüchen aus der amerikanischen Revolutionszeit befasste.
Zwischen 1874 und 1876 leitete Boyd eine Wagenfabrik. Danach praktizierte er als Anwalt. Von Januar 1891 bis Juni 1892 war er als Nachfolger von Jacob T. Child US-amerikanischer Gesandter und Generalkonsul in Siam. Er starb am 22. Juni 1894 in Springfield.